# Droga ekspresowa 13 (Izrael)
Droga ekspresowa 13 (hebr.: כביש 13) – droga ekspresowa położona na pustyni Negew, na południu Izraela. Łączy ona drogi ekspresowe nr 40  i nr 90 .